# Mark Breland
Mark Breland, född den 11 maj 1963 i Brooklyn, New York, är en amerikansk boxare som tog OS-guld i welterviktsboxning 1984 i Los Angeles. I finalen besegrade Breland Ahn Yong-Su från Sydkorea.